# Angielski muffin
Angielski muffin (ang. English muffin) – mały, okrągły i płaski drożdżowy (czasami na zaczynie) chleb, który ma zwykle 10 cm średnicy i około 4 cm grubości. Zazwyczaj jest krojony poziomo i podawany tostowany. Chleb ten jest często częścią śniadania w Wielkiej Brytanii, Ameryce Północnej, Australii i Nowej Zelandii, często spożywany ze słodkimi lub pikantnymi dodatkami, takimi jak dżem owocowy lub miód, lub jajka, kiełbasa, bekon czy ser. English muffin są niezbędnym składnikiem jajka po benedyktyńsku i różnych kanapek śniadaniowych wywodzących się z niego, takich jak McMuffin i mogą być używane zamiast innych chlebków do tostów francuskich.
W różnych częściach świata produkty te są powszechnie nazywane English muffin, aby odróżnić je od muffinek, a także oznaczają miejsce pochodzenia. Angielskie muffinki są dostępne w wielu odmianach, w tym pszenne, wieloziarniste, rodzynkowo-cynamonowe, żurawinowe i cynamonowo-jabłkowe.

## Pochodzenie

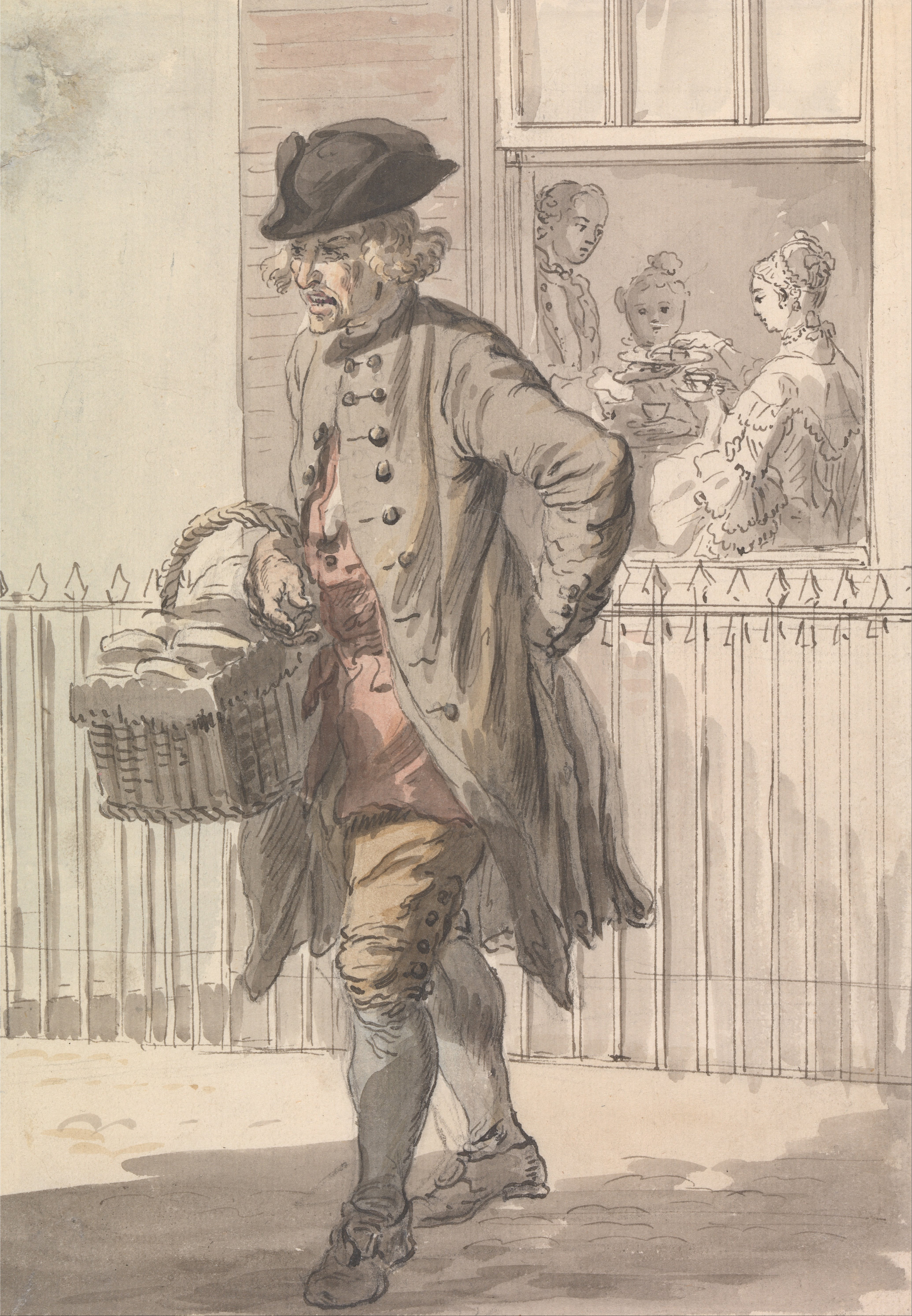
London Cries: A Muffin Man (ok. 1759)

Uważa się, że słowo „muffin” pochodzi z dolnoniemieckiego „muffen”, co oznacza „małe ciasteczka”.. Oxford English Dictionary sugeruje również możliwy link do starofrancuskiego „moflet”, rodzaj chleba. Pierwotnie oznaczało to „każdy z różnych rodzajów chleba lub ciasta”.
Pierwsze odnotowane użycie słowa „muffin” miało miejsce w 1703 roku, przepisy na muffinki pojawiły się w brytyjskich książkach kucharskich już w 1747 roku w The Art of Cookery Made Plain and Easy Hannah Glasse. Muffinki są opisane w środku jako „plaster miodu”.
W Oxford Companion to Food Alan Davidson stwierdza, że „zawsze było pewne zamieszanie między muffinami, crumpetami i pikeletami, tak w przepisach, jak i w nazwach”. Rosnąca popularność płaskich chlebków muffinów w XIX wieku jest potwierdzona przez istnienie obnośnych sprzedawców, którzy, zanim większość domów miała własne piekarniki wędrowali od drzwi do drzwi, sprzedając English muffins jako przekąskę.

Dzwonienie dzwonkami przez obnośnych sprzedawców English muffins stało się tak powszechne, że w 1839 roku brytyjski parlament uchwalił ustawę w celu zakazania dzwonienia dzwonkiem przez „muffin men”, ale sprzedawcy tego nie przestrzegali. W 1861 roku muffin „dobrej wielkości” od ulicznych sprzedawców był powszechnie sprzedawany za półpensa; crumpet kosztował pensa.

## W kulturze popularnej
Tradycyjna angielska rymowanka „The Muffin Man”, pochodząca najpóźniej z 1820 roku, nawiązuje do tego zwyczaju..
Dobrze znane odniesienie do English muffins znajduje się w sztuce Oscara Wilde’a z 1895 roku „Bądźmy poważni na serio”.

## W różnych krajach

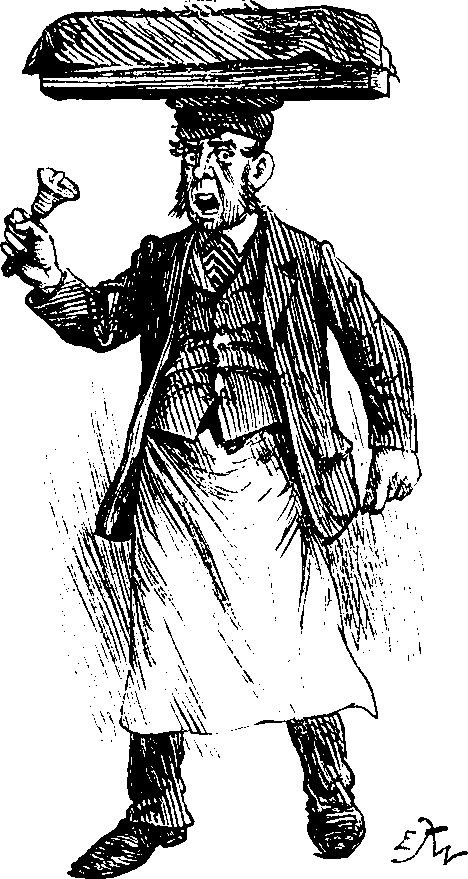
Sprzedawca English muffins z epoki wiktoriańskiej dzwoniący dzwonkiem, Punch, 1892

### Wielka Brytania

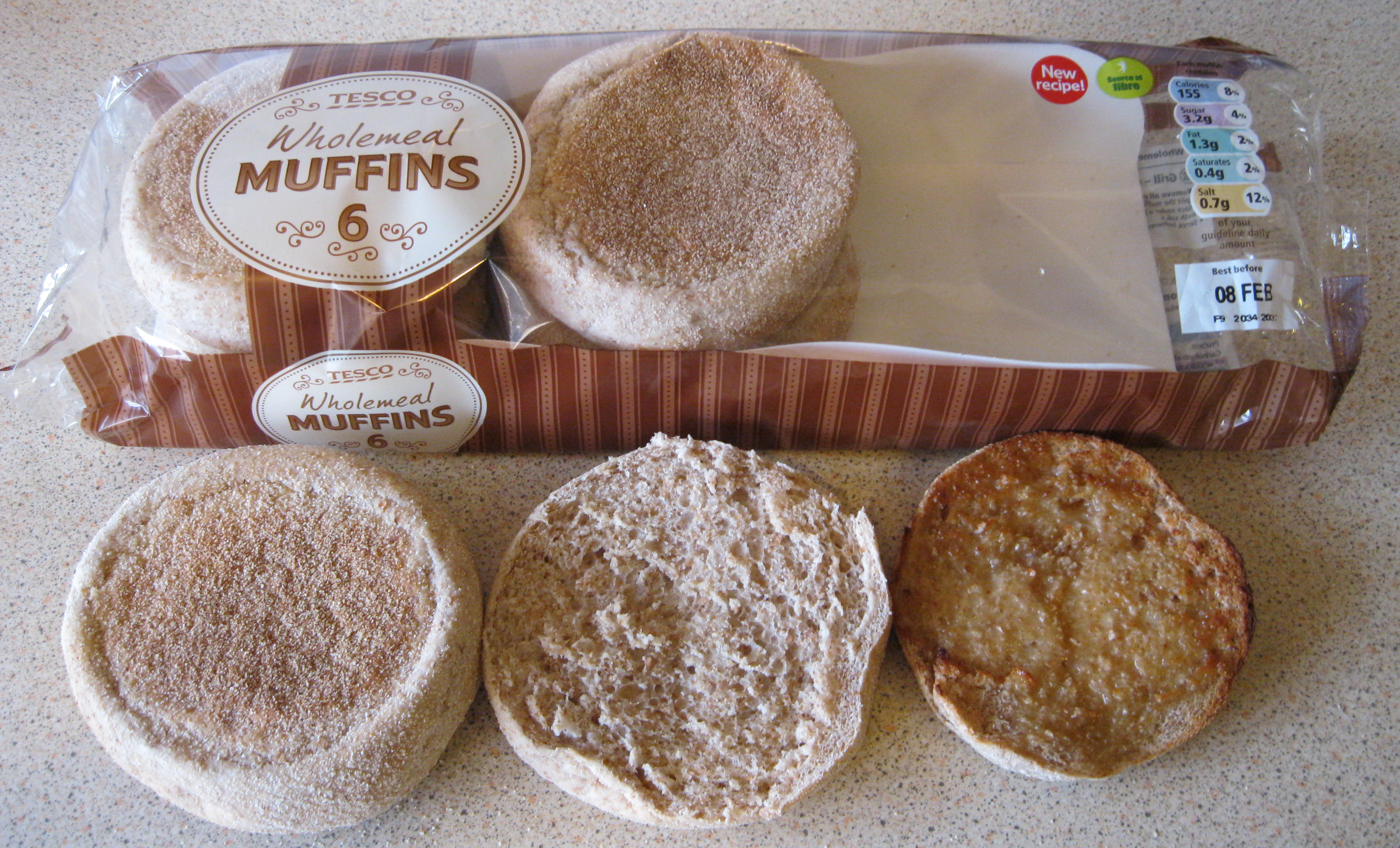
Pełnoziarniste English muffins z supermarketu Tesco w Anglii

English muffins są czasami w Wielkiej Brytanii określane po prostu jako "muffins". Amerykańskie muffinki są czasami określane jako „American muffins” lub „American-style muffins” w celu rozróżnienia. Ogólnie jednak słowo „muffin” może być użyte w obu przypadkach, bez zamieszania i nieporozumień. W Wielkiej Brytanii English muffins są zwykle spożywane z herbatą lub kawą, i często podawane są do popołudniowej herbaty w hotelach w Wielkiej Brytanii.

### Stany Zjednoczone
„Mush muffins (zwane w Nowej Anglii „slipperdowns”) były amerykańskimi muffinami zrobionymi z przetworzonej kukurydzy na wiszącej płycie”. Te i inne rodzaje płaskich placków były znane amerykańskim osadnikom, ale ich popularność spadła wraz z pojawieniem się muffinek.
Odniesienia do English muffins pojawiają się w amerykańskich gazetach od 1859 roku, a ich szczegółowe opisy i przepisy zostały opublikowane już w roku 1870.

### Niemcy
English muffins, znane jako „Toastbrötchen” (bułka tostowa), są dostępne w większości dużych supermarketów w całych Niemczech.

### Portugalia
English muffins są bardzo podobne do „bolo do caco” w kuchni portugalskiej.